# Minoru Kawasaki (Regisseur)

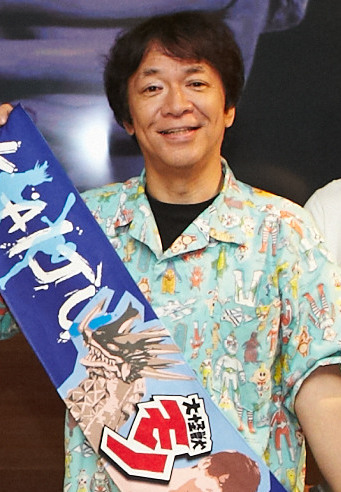
Minoru Kawasaki

Minoru Kawasaki (jap. 河崎 実, Kawasaki Minoru; * 15. August 1958 in Setagaya, Tokio) ist ein japanischer Regisseur, Drehbuchautor und Produzent.

## Leben
Kawasaki begann seine Karriere Anfang der 90er Jahre mit der Herstellung von selbstproduzierten B-Movies wie der Reihe Chikyū Bōei Shōjo Iko-chan (地球防衛少女イコちゃん) und der Realfilm-Adaption von Mangas. Ab 1996 war er für die japanische Fernseh-Show Ultraman Tiga, eine von zahlreichen Verarbeitungen der in Japan populären Ultraman-Figur, tätig. Es folgten verschiedene Produktionen. Jüngere internationale Bekanntheit erlangte er vor allem durch eine Reihe von Grotesken und Trashfilmen. Hier sind Der Calamari Wrestler und Koara-kachō (wörtlich: „Abteilungsleiter-Koala“) zu nennen. In ersterem kämpft ein Wrestler gegen einen riesigen Calamari. Nachdem ihm der Calamari seine Freundin streitig macht, sucht er selbst die Kraft des Tintenfisches in den Bergen Pakistans, bis es zum Rückkampf kommt. Im zweiten Film, der sich am Slasher- und Thrillergenre orientiert, kämpft ein Koala, der in einem großen Bürokomplex arbeitet, bei der Suche nach den Mördern an seiner Freundin darum, seine Unschuld zu beweisen. Manche Werke Kawasakis zeichnen sich vor allem durch unfreiwillige Komik aus, die dadurch ausgedrückt wird, dass in im Grunde ernsten Geschichten es von allen Akteuren als vollkommen normal aufgefasst wird, dass eben einige Charaktere Tiere in schlechten Kostümen sind. Hervorzuheben ist in diesem Sinne auch der Film Kani gōrukīpā (wörtlich: „Krabben-Torwart“), in dem eine geistig zurückgebliebene Krabbe darum kämpft, in den japanischen Profi-Fußball zu kommen. Der Film erinnert dabei auch massiv an den Hollywood-Film Forrest Gump. Kawasakis Werke heben sich positiv von anderen Produktionen dieses Genres ab und können nur als absurd bezeichnet werden.
2006 schloss er mit Nihon Igai Zembu Chimbotsu (wörtlich: „Alle außer Japan sinken“) eine Parodie auf Katastrophenfilme an, wobei der Titel auf das Werk Nippon Chimbotsu („Japan sinkt“) anspielt.
In einer der jüngsten Produktionen Kawasakis, dem Film Monster X gegen den G8-Gipfel, kehrt das japanische Daikaijū Girara (häufig auch Guilala oder Guila) zurück. Schauplatz des Films ist 2008er Tōyako Samitto, der G8-Gipfel 2008 in Japan. Im Film kommen ebenfalls Anspielungen auf Angela Merkel und Nicolas Sarkozy vor.

## Filmografie (Auswahl)
- 1985: Esuparaizā (エスパレイザー; Independentfilm) (Kurzfilm)
- 1985: Ikinari wakadaishō (イキナリ若大将; Independentfilm)
- 1986: Kiriyama (キリヤマ; Independentfilm)
- 1987: Chikyū Bōei Shōjo Iko-chan (地球防衛少女イコちゃん)
- 1988: Chikyū Bōei Shōjo Iko-chan 2 (地球防衛少女イコちゃん2)
- 1989: Den Ace (電エース, Den Ēsu) (Fernsehserie, Bandai-Videomagazin der Reihe Den’ei Teikoku (電影帝国))
- 1990: Chikyū Bōei Shōjo Iko-chan: Ōedo Daisakusen (地球防衛少女イコちゃん 大江戸大作戦)
- 1992: Yo ni mo Kimyō na Monogatari (世にも奇妙な物語)
- 1993: Silent Möbius Gaiden: Bakumatsu Anbu Shimatsuki (サイレントメビウス外伝 幕末闇婦始末記, Sairento mebiusu gaiden: ~) (Animeserie, Mitwirkung & Regie-Assistenz)
- 1995: Tobidase! Zenragakuen (飛び出せ！全裸学園)
- 1995: Zenra Onna Ryōrinin vs Hadaka no Onna Dragon (全裸女料理人VS裸のおんなドラゴン, Zenra onna ryōrinin VS. Hadaka no onna doragon)
- ab 1996: Ultraman Tiga (ウルトラマン　タイガ, Urutoraman taiga) (Fernsehserie)
- 1997: Binyū Daisakusen: Mesupai (美乳大作戦メスパイ)
- 2000: Koimi Joshi Kōsei Party (恋身女子校生パーティ, Koimi joshi kōsei pāti)
- 2002: Koimi Joshi Sentai Parties (恋身女子戦隊パティーズ, Koimi joshi sentai pātizu)
- 2003: Maicchingu Makiko-sensei (まいっちんぐマチコ先生) (Video Production)
- 2004: Der Calamari-Wrestler (いかレスラー, Ika resurā)
- 2004: Maboroshi Panty vs Henchin Pokoidā (まぼろしパンティVSへんちんポコイダー, Maboroshi panti VS. Henchin pokoidā )
- 2005: Kabutoō Beetle (兜王ビートル, Kabutoō bītoru)
- 2005: Kairaku no Chōjin: Honke Den Ace (快楽の超人 本家電エース, Kairaku no chōjin: honke Den Ēsu)
- 2006: Koala-kachō (コアラ課長, Koara-kachō)
- 2006: Kani Goalkeeper (かにゴールキーパー, Kani gōrukīpā)
- 2006: The World Sinks… Except Japan (日本以外全部沈没, Nihon Igai Zembu Chimbotsu)
- 2006: Zura Deka (ヅラ刑事)
- 2007: Den Ace: Hankechi Ōji no Chimitsu (電エースハンケチ王子の秘密, Den Ēsu: Hankechi ōji no chimitsu)
- 2007: Zettai Yaseru: Den Ace (絶対やせる 電エース, Zettai yaseru Den Ēsu)
- 2007: Tondemo Horror Series (トンデモホラーシリーズ, Tondemo horā shirīzu)
- 2007: Zura Keiji: Zujō Saidai no Kessen (ヅラ刑事 頭上最大の決戦)
- 2007: Ocha no Ma Transformation (お茶の間トランスフォーメーション, Ocha no Ma Toransufōmēshon) (Kurzfilm)
- 2008: Monster X gegen den G8-Gipfel (ギララの逆襲/洞爺湖サミット危機一発, Girara no Gyakushū: Tōyako Samitto Kiki Ippatsu)
- 2008: Kamigakari (髪がかり)
- 2008: Neko Rāmen Taishō (猫ラーメン大将, Neko rāmen taishō)
- 2011: Chikyū Bōei Girls: P9 (地球防衛ガールズP9, Chikyū Bōei Gāruzu: P9)
- 2012: Sore Ike! Den Ace: Kids Station (それいけ！電エース キッズステーション, Sore ike! Den Ēsu Kizzu Sutēshon)